# Uelitz
Uelitz ist eine Gemeinde im Landkreis Ludwigslust-Parchim in Mecklenburg-Vorpommern (Deutschland). Sie wird vom Amt Ludwigslust-Land mit Sitz in der nicht amtsangehörigen Stadt Ludwigslust verwaltet.

## Geografie und Verkehr
Uelitz liegt etwa 16 Kilometer südlich von Schwerin am Rande der Lewitz. Zum Gemeindegebiet gehört ein großer Kiefernforst westlich der Ortslage. Der Kraaker Mühlenbach tangiert das Gemeindegebiet.
Umgeben wird Uelitz von den Nachbargemeinden Sülstorf im Norden, Lübesse im Nordosten, Banzkow im Osten, Rastow im Süden sowie Hoort im Westen.
Die Landesstraße 72 (ehemals Bundesstraße 106) verläuft in etwa zwei Kilometern Entfernung. Die Bundesautobahn 24 wird über die Anschlussstelle Wöbbelin in neun Kilometern erreicht.
Der nächste Bahnhof befindet sich in zwei Kilometern Entfernung in Rastow.

## Geschichte
Die erste urkundliche Erwähnung des Ortes stammt aus dem Jahre 1218. In diesem Jahr verkaufte die Grafschaft Schwerin das Dorf an das Zisterzienserkloster Reinfeld in Holstein. Durch die Reformation im 16. Jahrhundert kam das Dorf in den Herrschaftsbereich der Herzöge zu Mecklenburg (Domanium). Ursprünglich besaß Uelitz zwölf Gehöfte, welche um die Kirche herum angeordnet waren.
In Uelitz befand sich im 19. Jahrhundert am ehemaligen Weg nach Hoort eine Windmühle.
Im Waldgebiet westlich des Bahndammes befand sich im Dritten Reich die Luftwaffenmunitionsanstalt (Muna) Pulverhof/Uelitz auf einer Fläche von ca. 500 ha. Dort wurde Munition gelagert und repariert.
Uelitz gehörte von 1952 bis 1994 zum ehemaligen Kreis Schwerin-Land. Die im Ort von der ehemaligen LPG errichteten und genutzten Stallanlagen sind nach 1990 vollständig stillgelegt und abgerissen worden. Im Bereich des Langen Weges entstand ab 1995 ein neues Wohngebiet.

## Politik

### Gemeindevertretung und Bürgermeister
Der Gemeinderat besteht (inkl. Bürgermeister) aus sechs Mitgliedern. Bei der Wahl zum Gemeinderat am 26. Mai 2019 bekam die Wählergruppe Unabhängige Wählergemeinschaft Uelitz 100 % der Stimmen und somit alle sechs Sitze-
Bürgermeister der Gemeinde ist Klaus-Otto Meyer, er wurde mit 83,21 % der Stimmen gewählt.

### Wappen
| Wappen von Uelitz | Blasonierung: „In Rot ein schräglinker, doppelreihig rot-silbern geschachteter Balken, begleitet: oben von einem goldenen Wetterhahn, unten von einem goldenen Flügelkreuz einer Windmühle.“ |
| Wappen von Uelitz | Wappenbegründung: In dem Wappen wird mit dem Wappenbild des Zisterzienserordens nachgestalteten schräglinken geschachten Balkens auf die Zugehörigkeit von Uelitz zum ehemaligen Zisterzienserkloster Reinfeld verwiesen. Der Wetterhahn steht für die Dorfkirche, die 1747 errichtet und 1893/94 mit einem Turm im neugotischen Stil versehen wurde. Mit dem Flügelkreuz soll an eine noch im 20. Jahrhundert existierende Windmühle erinnert werden. Die Farben Rot und Gold spielen auf die einstige Zugehörigkeit zur Grafschaft Schwerin an. Das Wappen und die Flagge wurde von dem Schweriner Heraldiker Heinz Kippnick gestaltet. Es wurde zusammen mit der Flagge am 21. September 2000 durch das Ministerium des Innern genehmigt und unter der Nr. 230 der Wappenrolle des Landes Mecklenburg-Vorpommern registriert. |

### Flagge
Die Flagge ist quer zur Längsachse des Flaggentuchs von Rot, Gelb und Rot gestreift. Die roten Streifen nehmen je ein Viertel, der gelbe Streifen nimmt die Hälfte der Länge des Flaggentuchs ein. In der Mitte des gelben Streifens liegt das Gemeindewappen, das zwei Drittel der Höhe und ein Drittel der Länge des Flaggentuchs einnimmt. Die Länge des Flaggentuchs verhält sich zur Höhe wie 5:3.

### Dienstsiegel
Das Dienstsiegel zeigt das Gemeindewappen mit der Umschrift „• GEMEINDE UELITZ • “.

## Sehenswürdigkeiten

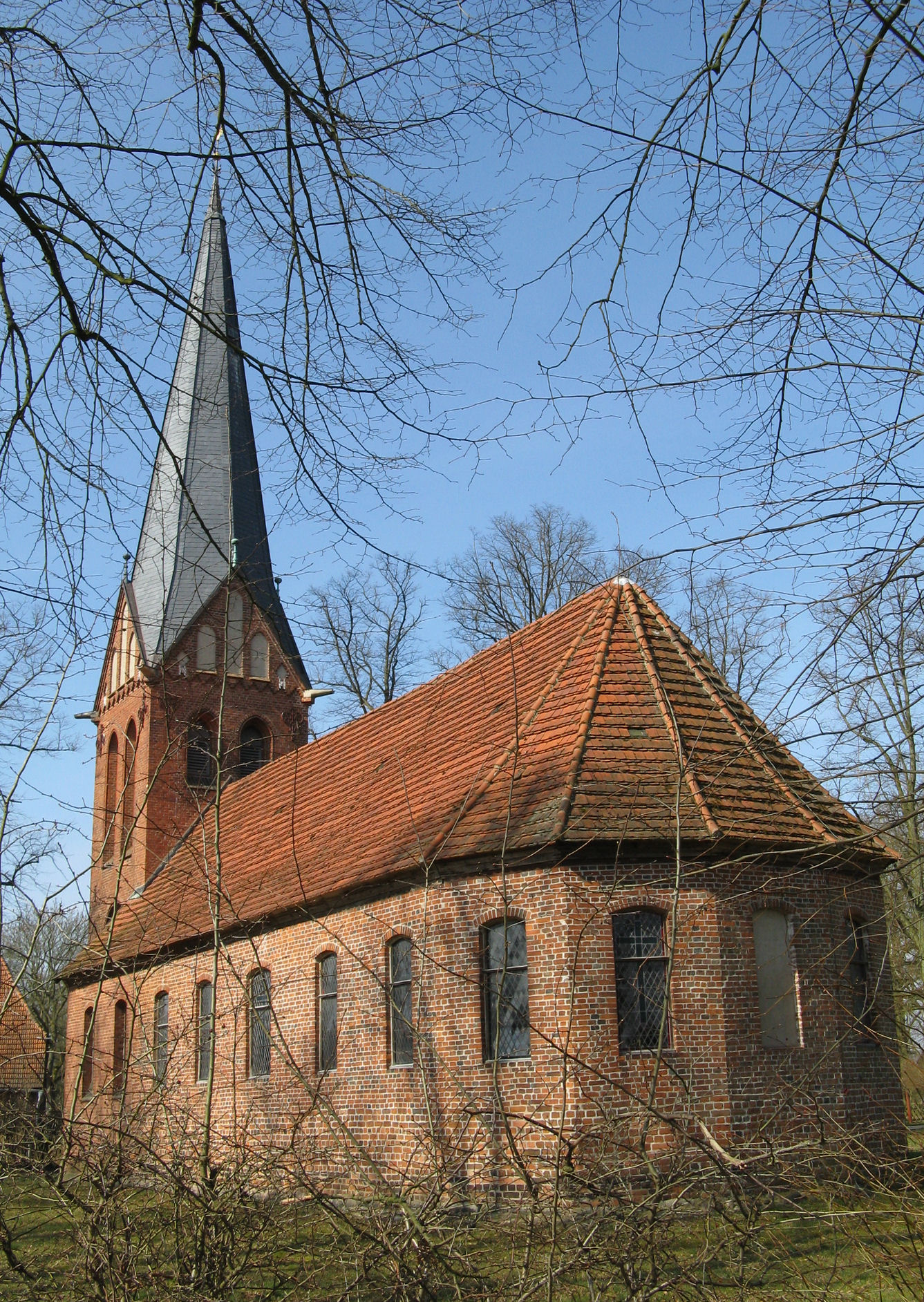
Dorfkirche Uelitz

Die Dorfkirche, erbaut 1745/54 unter Verwendung mittelalterlichen Baumaterials, ist ein einschiffiger, flachgedeckter Backsteinbau mit polygonalem Ostschluss. Im Innenraum befindet sich eine kostbare und für norddeutsche Dorfkirchen einmalige barocke Deckenbemalung aus dem Jahr 1750, die 2007 restauriert wurde. 1893/94 wurde die fünfjochige Kirche nach Westen um zwei Joche vergrößert und der Kirchturm mit achtseitigem, schieferbedecktem Helm errichtet. Im Turm befindet sich eine der ältesten mittelalterlichen Kirchenglocken Mecklenburgs aus dem Anfang des 13. Jahrhunderts.
Das Pfarrhaus ist ein Fachwerkbau aus dem Jahre 1786. Zum Pfarrhof gehören neben dem Wohnhaus eine Scheune, ein Stall und das Toilettenhaus. Gegenüber dem Pfarrhof und nahe der Kirche steht das alte Spritzenhaus.
- Siehe auch: Liste der Baudenkmale in Uelitz